# Karl Säwert
Karl Säwert (* 7. Februar 1888 in Tornow bei Landsberg an der Warthe; † November 1962 in Berlin) bezeichnete sich selbst als Landschaftsmaler. Tornow und Landsberg gehörten zur sogenannten Neumark, dem östlich der Oder gelegenen Teil der Mark Brandenburg, heute als Wielkopolski zu Polen gehörend. Sein künstlerisches Œuvre steht zwischen dem Impressionismus des 19. Jahrhunderts und den Anfängen des Expressionismus.

## Biografie

### Jugend und Studium
Karl Säwert stammte aus einer Bauernfamilie, sein Vater Gustav war verheiratet mit Karin, geb. Haupt. Er hatte einen Bruder, Otto. Über seine Kindheit und Jugend ist wenig bekannt. Er wird in Tornow die Grundschule besucht haben, machte dann eine Lithographenlehre in Landsberg und war Schüler der städtischen Handwerkerschule. In dieser Zeit war er schon an einer künstlerischen Laufbahn interessiert. Es gibt frühe Zeichnungen und kolorierte Federzeichnungen aus den Jahren 1902 und 1906, die er noch mit seinem ursprünglichen Vornamen Carl signierte. Später signierte er alle seine Arbeiten mit Karl Säwert oder auch K. Säwert.
Von 1911 an studierte er an der Königlichen Akademie der bildenden Künste in Berlin und besuchte u. a. die Malklassen der Professoren Georg Karl Koch, Wilhelm Herwarth und Paul Vorgang. Er unterbrach sein Studium 1914 und nahm als Soldat an den Kämpfen bei Sedan in Frankreich während des Ersten Weltkriegs teil.
1919 nahm er sein Studium an der Akademie wieder auf und blieb dort bis 1922. In jener Zeit belegte er auch die Malklasse von Olof Jernberg, der die Leitung der Landschaftsklasse übernommen hatte. In jenen Jahren entschied sich Karl Säwert, sich der Landschaftsmalerei zu widmen.

### Bilder der Ostsee und aus Südmähren
Nach dem Studium reiste und wanderte er viel innerhalb Deutschlands und malte Landschaftsbilder am Bodensee, auf Sylt, am Niederrhein und vor allem an der Ostsee. In den 1920er Jahren hielt er sich öfter in den Badeorten an der Ostsee auf, wo er in den Sommermonaten vor allem in Swinemünde und Usedom typische Hafenszenen malte. Einige seiner Gemälde wurden damals in der populären Illustrirten Zeitung als Kunstdrucke veröffentlicht. Bei einem Urlaubsaufenthalt des Oberlehrers Franz Pelikan und seiner Frau auf der Insel Usedom lernten sie Karl Säwert kennen und erwarben zwei seiner Gemälde. Sie luden Säwert zu sich nach Wolframitz in Südmähren (damals Tschechoslowakei) ein. Er nahm diese Einladung an und weilte in den Jahren 1927 bis 1931 alljährlich in den Sommermonaten bei der Familie Pelikan. Damals malte Säwert eine große Zahl von Bildern der südmährischen Landschaft, die von den dort lebenden Menschen gern erworben wurden. Er änderte  dort auch seine Maltechnik und lernte bei dem tschechischen Maler Kalivoda die besonderen Lichtverhältnisse der südmährischen Landschaft zu berücksichtigen.

### Aufenthalte in der Villa Massimo 1931 und 1933
Nicht zuletzt vom Verkaufserfolg seiner Landschaftsbilder geleitet, bewarb Karl Säwert sich 1929 für einen Studienaufenthalt in der Villa Massimo in Rom bei dem Preußischen Minister für Wissenschaft, Kultur und Volksbildung mit insgesamt sieben Gemälden, darunter einem Selbstbildnis. Aufgrund des Gutachtens von Ulrich Hübner wurde sein Gesuch abgelehnt. Er nahm deshalb brieflichen Kontakt mit dem Direktor der Villa Massimo, Herbert Gericke, auf, dessen Wohlwollen er auch bei einem persönlichen Gespräch in Berlin festigen konnte. Zu dieser Zeit war er als Lehrer an der Wredowschen Mal- und Zeichenschule in Brandenburg an der Havel angestellt, was ihm neben seinem Bilderverkauf ein geregeltes Einkommen sicherte. Er hatte sein Atelier in Berlin-Wilmersdorf am Kaiserplatz 17 (heute Bundesplatz 17), wo er auch wohnte.
Wohl durch Befürwortung von Gericke genehmigte der preußische Minister für Wissenschaft, Kultur und Volksbildung nach einer erneuten Bewerbung Säwert einen Gastaufenthalt in der Villa Massimo vom 1. Januar bis zum 31. März 1931, der dann verlängert wurde bis 30. Juni 1931. Als Landschaftsmaler benötigte Säwert kein Atelier in der Villa, was für die Genehmigung des Gastaufenthaltes ausschlaggebend war. Anfangs nahm er sich verschiedene Ausgrabungsstätten in Rom als Motiv seiner Gemälde vor. Ihn reizten auch Orte vor den Toren Roms wie z. B. Grabmäler an der Via Appia und er reiste an die Amalfi-Küste, um dort in und an den malerischen Städtchen wie Positano oder Ravello Blicke festzuhalten, wobei er meist kleine Formate bevorzugte.
Gleich nach Ende des Gastaufenthaltes in der Villa Massimo fuhr er zum letzten Mal nach Südmähren und schuf bis September 1931 für seine Gastfamilie in Wolframitz und weitere Freunde eine Reihe Ansichten eher privater Motive wie z. B. einzelne Bauernhöfe, Gärten oder Wein- und Presshäuser.
Die Wredowsche Zeichenschule in Brandenburg an der Havel hatte ihn für seinen Aufenthalt 1931 in Rom und Südmähren beurlaubt, kam aber in personelle Nöte, als Gericke Säwert anbot, für drei Monate in der Villa Bellagio nahe Florenz arbeiten zu können, die zum Besitz der Familie Eduard Arnolds, eines großzügigen Berliner Unternehmers und Mäzens gehörte. Gericke war verheiratet mit Eduard Arnholds Enkelin, was ihm die Möglichkeit gab, ihm gewogene Künstler selbst zu fördern. Säwert bewarb sich deshalb noch einmal für einen Gastaufenthalt in der Villa Massimo, der ihm vom 1. April bis zum 30. Juni 1933 genehmigt wurde. Möglicherweise wurde seine Bewerbung auch deshalb vom neuen nationalsozialistischen preußischen Kultusminister Bernhard Rust positiv beschieden, weil Säwert am 1. Dezember  1932 in die NSDAP eingetreten war. Die in und bei Florenz geschaffenen Gemälde zeigen Säwerts Faible für kleine Formate, bei denen er selbst weite toskanische Landschaften schuf. Nach Rückkehr zur Villa Massimo wagte er sich wieder an größere Formate, vermutlich für Auftraggeber in Rom und Neapel.

### Bilder seiner Heimat Brandenburg
Karl Säwerts Heimat war immer die Mark Brandenburg. Durch seine Aufenthalte in Südmähren und in Italien perfektionierte er seine Malweise. Schon unmittelbar nach seinem Studium schuf er Landschaftsbilder, bei denen er versuchte, die jahreszeitlichen Unterschiede farblich entsprechend zu differenzieren. Auffallend ist dabei, dass seine Landschaften nahezu immer menschenleer sind. Obwohl während des Studiums sein zeichnerisches Talent von mehreren Professoren gelobt wurde, erscheinen eher Kuhherden auf seinen Bildern als Personen. Ihm kam es wohl mehr darauf an, die Stille und Ruhe des landschaftlichen Motivs darzustellen.
In den 1930er Jahren konnte Säwert anscheinend vom Verkauf seiner Bilder leben. Er malte auch typische Ansichten von Orten, die als Basis für Ansichtskarten dienten. Eine Spezialität waren Motive wie Seen und deren Buchten, wobei er zusätzlich mit der Bewölkung spielte. Zu Beginn der 1940er Jahre malte er auch industrielle Anlagen, die politisch nützlich waren, denn seine politische Einstellung wurde mehrmals hinterfragt. Obwohl Landschaftsbilder bei den „Großen Kunstausstellungen“ der NS-Machthaber in den Jahren 1937 bis 1944 im Haus der Kunst in München die Mehrzahl der ausgestellten Bilder stellten, wurde Säwert dort nie präsentiert. Seine politische Einstellung ist unklar. Ein Hinweis auf eine Sympathie zu Adolf Hitler könnte ein Hitlerbild sein, dass er 1938 der Gemeinde Werneuchen bei Bernau schenkte. Er verbrachte auch einige Zeit in Berchtesgaden und malte dort Alpenpanoramen, vielleicht auch aus finanziellen Gründen, war doch Berchtesgaden durch Hitlers Berghof eine Attraktion für Touristen, die auch potentielle Käufer seiner Alpenbilder sein konnten. In den 1940ern erwarb das Stadtmuseum Brandenburg an der Havel eines seiner Werke.

### Jahre nach dem II. Weltkrieg

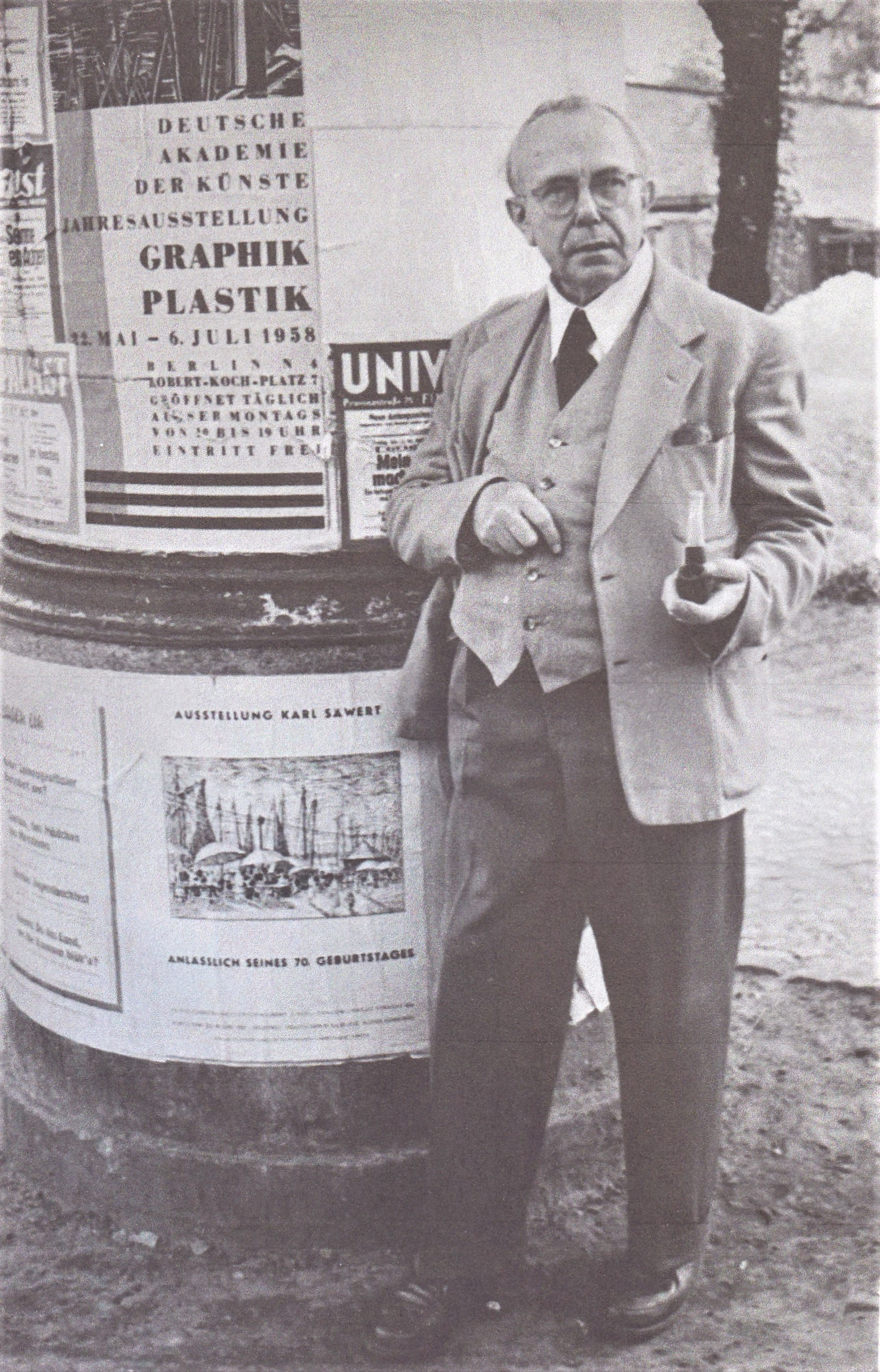
Karl Säwert vor dem Plakat zur Ausstellung seiner Bilder im Juni 1958 anlässlich seines 70. Geburtstages

Bis 1944 lebte und arbeitete Karl Säwert in seinem Atelier in Berlin-Wilmersdorf. Mit 56 Jahren wurde er Ende 1944 zur Verteidigung Berlins gegen die rote Armee zum Volkssturm eingezogen; nach kurzer Zeit kam er in Kriegsgefangenschaft. Dort ließ sich der russische Kommandant von ihm porträtieren und schenkte ihm dafür die Freiheit. Er kehrte im Juli 1945 nach Berlin zurück. Das Haus am Kaiserplatz und sein Atelier samt dort aufbewahrter Gemälde waren durch Bombenangriff völlig zerstört. Das zwang ihn in der Not in den sowjetisch besetzten Teil Berlins zu seiner dort lebenden Mutter umzuziehen.
In Berlin-Wilhelmsruhe lebte er bis zu seinem Tod im November 1962. Er wurde Mitglied des VBKD, weshalb ihm eine kleine Rente zustand. Säwert liebte die Landschaft Brandenburgs und malte bis zu seinem Tod noch viele Gemälde seiner Heimat und auch Porträts. Zu seinem 70. Geburtstag 1958 gewährte man ihm eine Einzelausstellung im Kulturhaus Erich-Weinert in Berlin-Pankow. Die Zeiten waren im damaligen Ost-Berlin nicht so, dass er dabei seine Bilder hätte verkaufen können. Die Rezension in der Zeitschrift Bildende Kunst hob zwar seine „artistische Perfektion“ hervor, bemängelte jedoch, er sei nicht in der Lage, „seine Waffe im Kampf um die positiven Werte des Lebens“ einzusetzen. Säwert war offensichtlich auch nach dem Krieg zu unpolitisch, weshalb er mehr und mehr in Vergessenheit geriet. Seine Werke sind größtenteils in Privatbesitz und werden immer wieder bei Auktionen angeboten.